# Elaeoselinum foetidum
Elaeoselinum foetidum é uma espécie de planta com flor pertencente à família Apiaceae. 
A autoridade científica da espécie é (L.) Boiss., tendo sido publicada em Elench. Pl. Nov. 91. 1838.
Os seus nomes comuns são rabaça-fedorenta, arrabaça-fedorenta.

## Portugal
Trata-se de uma espécie presente no território português, nomeadamente em Portugal Continental.
Em termos de naturalidade é nativa da região atrás indicada.

## Protecção
Não se encontra protegida por legislação portuguesa ou da Comunidade Europeia.